# Geuteling

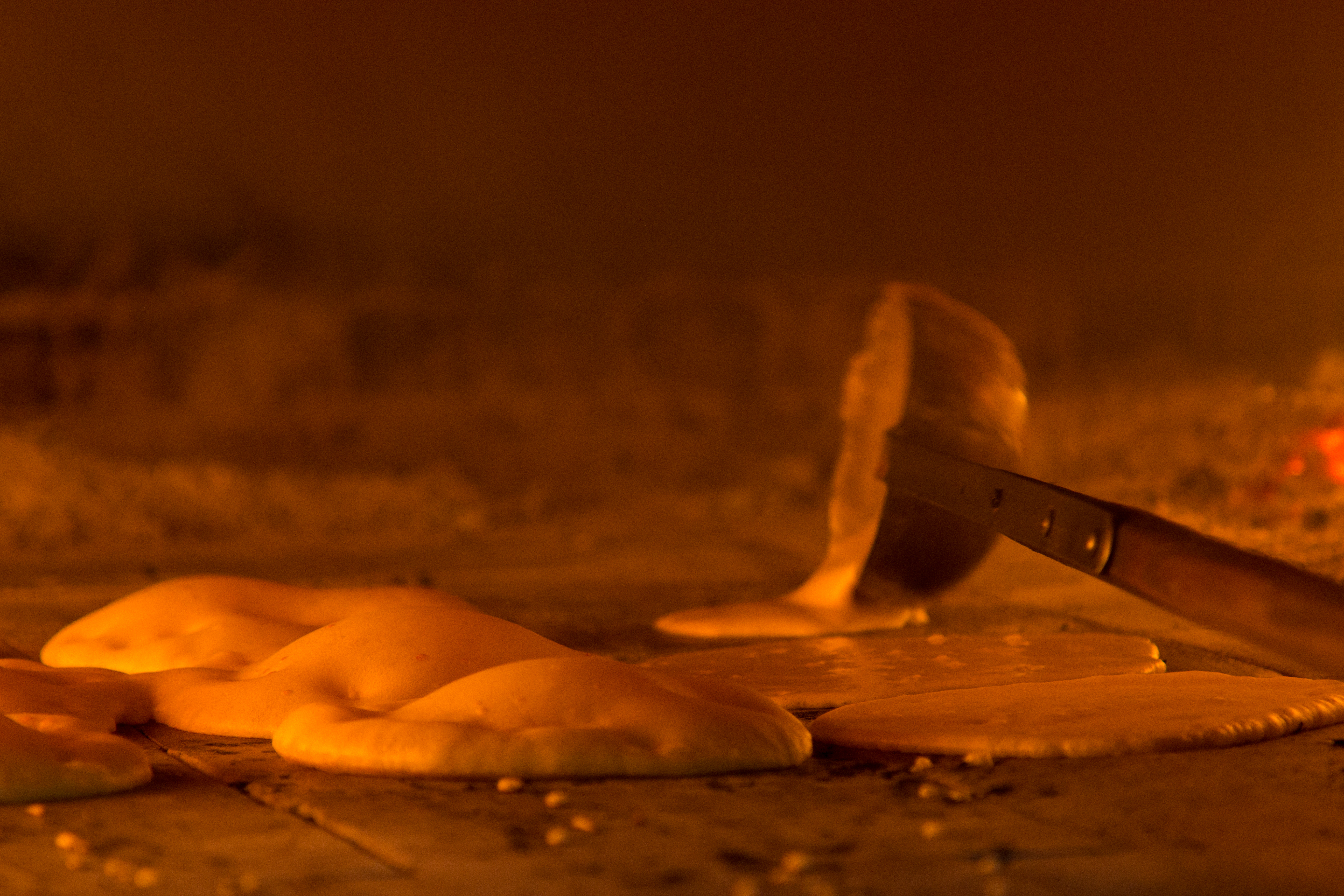
De geuteling wordt gegoten

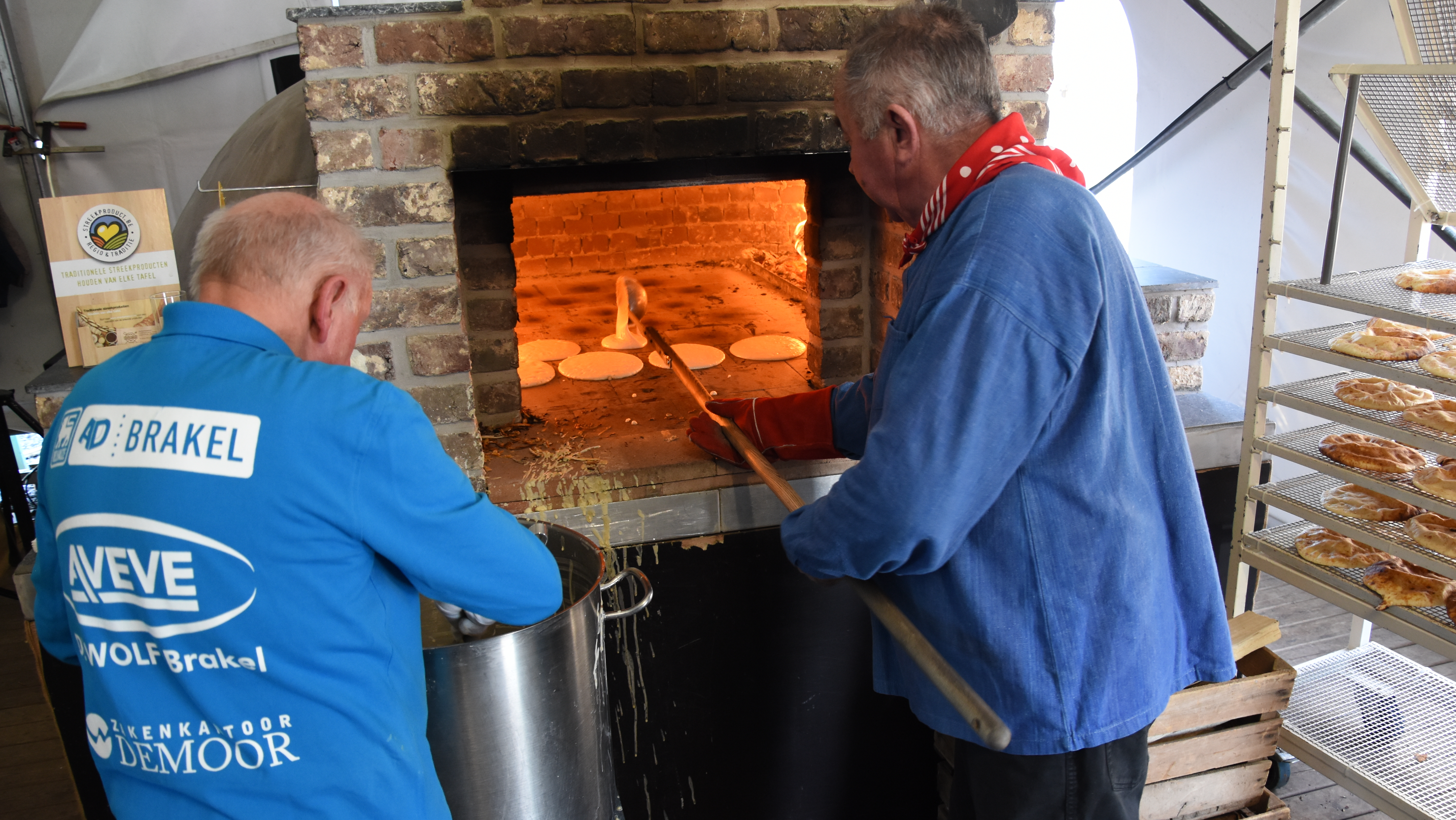
De geuteling wordt gegoten

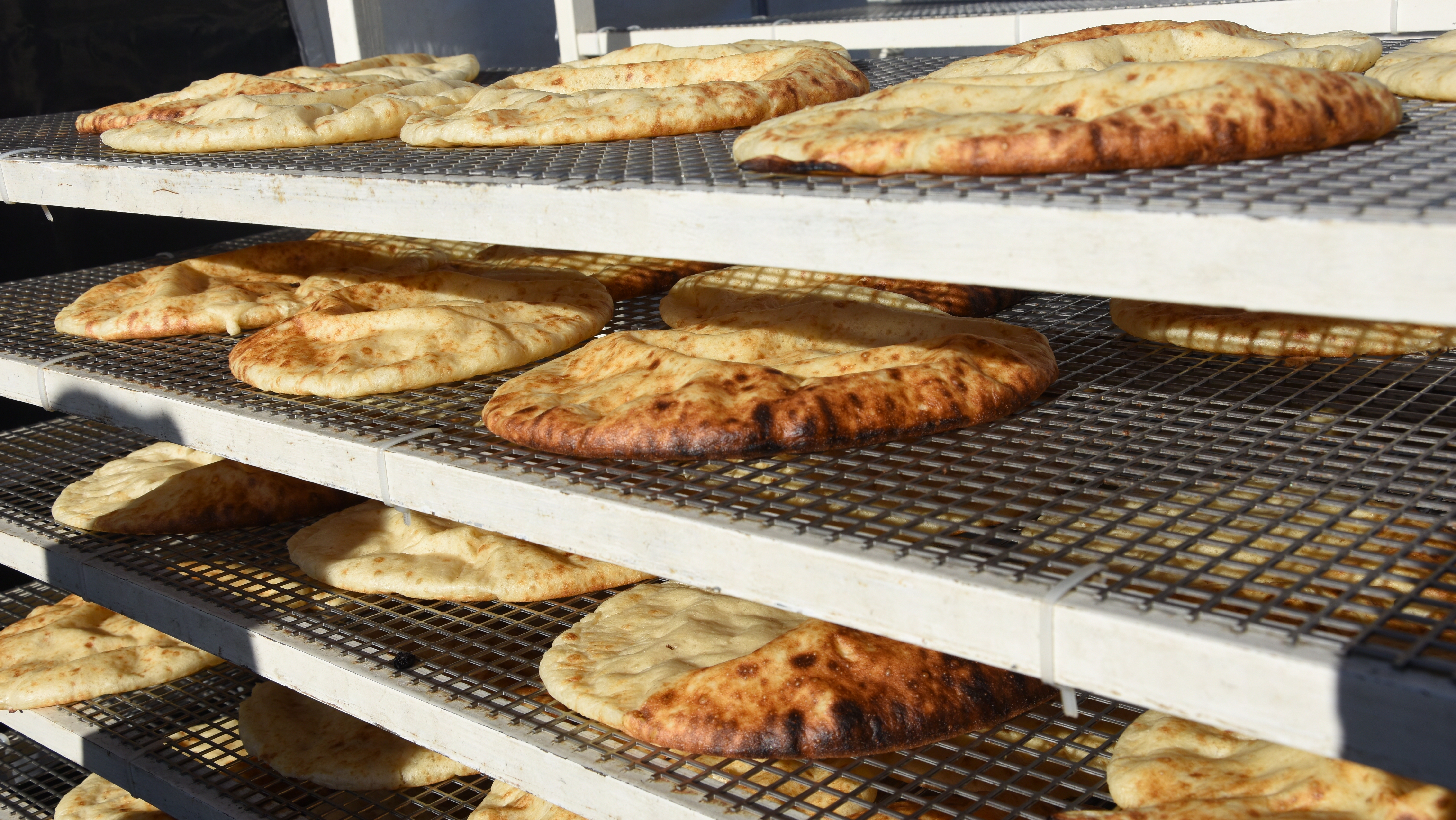
Geutelingen koelen af

De geuteling is een traditioneel streekproduct uit de Vlaamse Ardennen. Het uiterlijk van een geuteling valt enigszins te vergelijken met dat van een dikke, mollige pannenkoek. De textuur is echter luchtig en schuimachtig. Bovendien verschilt hij van een pannenkoek doordat er in het beslag en tijdens het bakken geen vetstoffen worden gebruikt. Bij de geuteling wordt er soms een snuifje kaneel toegevoegd voor het aroma. Verder bestaat de geuteling uit melk, bloem, eieren, gist en een snuifje zout.
Oorspronkelijk werd het beslag met een gietlepel in een gloeiend hete houtoven op de kleitegel uitgegoten. Tegenwoordig worden ook moderne technieken en ovens gebruikt. Een geuteling wordt niet gedraaid, door de enorme hitte en de specifieke thermische geleidbaarheid van de kleitegel krijgt de geuteling op zeer korte tijd zijn unieke uiterlijk, geur en smaak. 
Geutelingen worden door VLAM erkend als streekproduct. Elst, in de Oost-Vlaamse gemeente Brakel, promoot de geuteling in de Vlaamse Ardennen en daarbuiten. Elst wordt dan ook beschouwd als geutelingendorp. Daar Sint Apollonia (patroonheilige van Elst) ook patrones is van de tandartsen, wordt wel de volgende link gelegd: Wie een geuteling eet in Elst, is een gans jaar gevrijwaard van tandpijn. 

## Geschiedenis
De geuteling heeft een katholieke oorsprong: hij werd gebakken naar aanleiding van de feestdag van de H. Apollonia.  Oorspronkelijk brachten de gezinnen op de eerste zondag na de feestdag van Apollonia (9 februari) hun eigen temper (beslag) naar een oven, waar er geutelingen van gebakken werden. Dit gebeurde tot de jaren 30 van de twintigste eeuw in meerdere dorpen in de Vlaamse Ardennen. Pas na 1972 begon men weer geutelingen te maken in de weinige ovens die er nog waren. Er werd gebakken voor de verkoop ten behoeve van het spekken van de kas van verenigingen.  Nadat in 1981 het Geutelingencomité werd opgericht nam de jaarlijkse viering van de traditie in het dorp Elst een grote vlucht.

## Activiteiten
Sinds 1981 is jaarlijks op de zondag na 9 februari in Elst de Geutelingenkermis. Dan vindt de geutelingenworp plaats, waarbij kleine geutelingen naar het publiek worden gegooid. Ook gaan twee folkloristische reuzen rond: Lodewijk van Geutelingen en Karolien de Dempelaere. 
Tot 2016 verzorgde het organiserende comité jaarlijks, in januari en februari, demonstraties van het gieten van geutelingen in het Ovenmuseum in Elst. In 2016 verhuisde dit gebeuren naar Sporthal Averbo in de deelgemeente Michelbeke. In 2025 verhuisde dit evenement terug naar Elst.

## Externe link

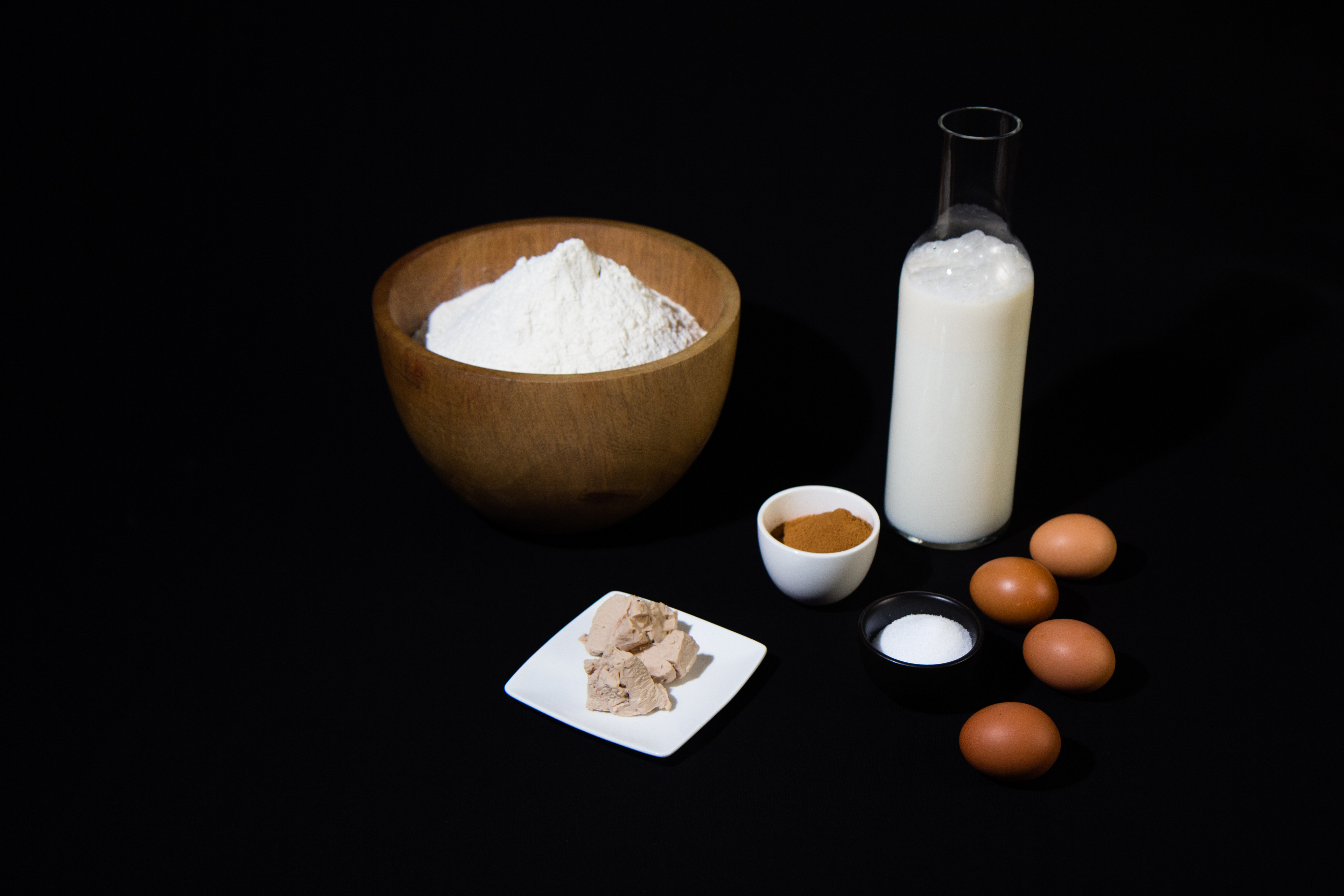
Ingrediënten van het geutelingenbeslag: bloem, verse gist, kaneel, melk, zout en eieren
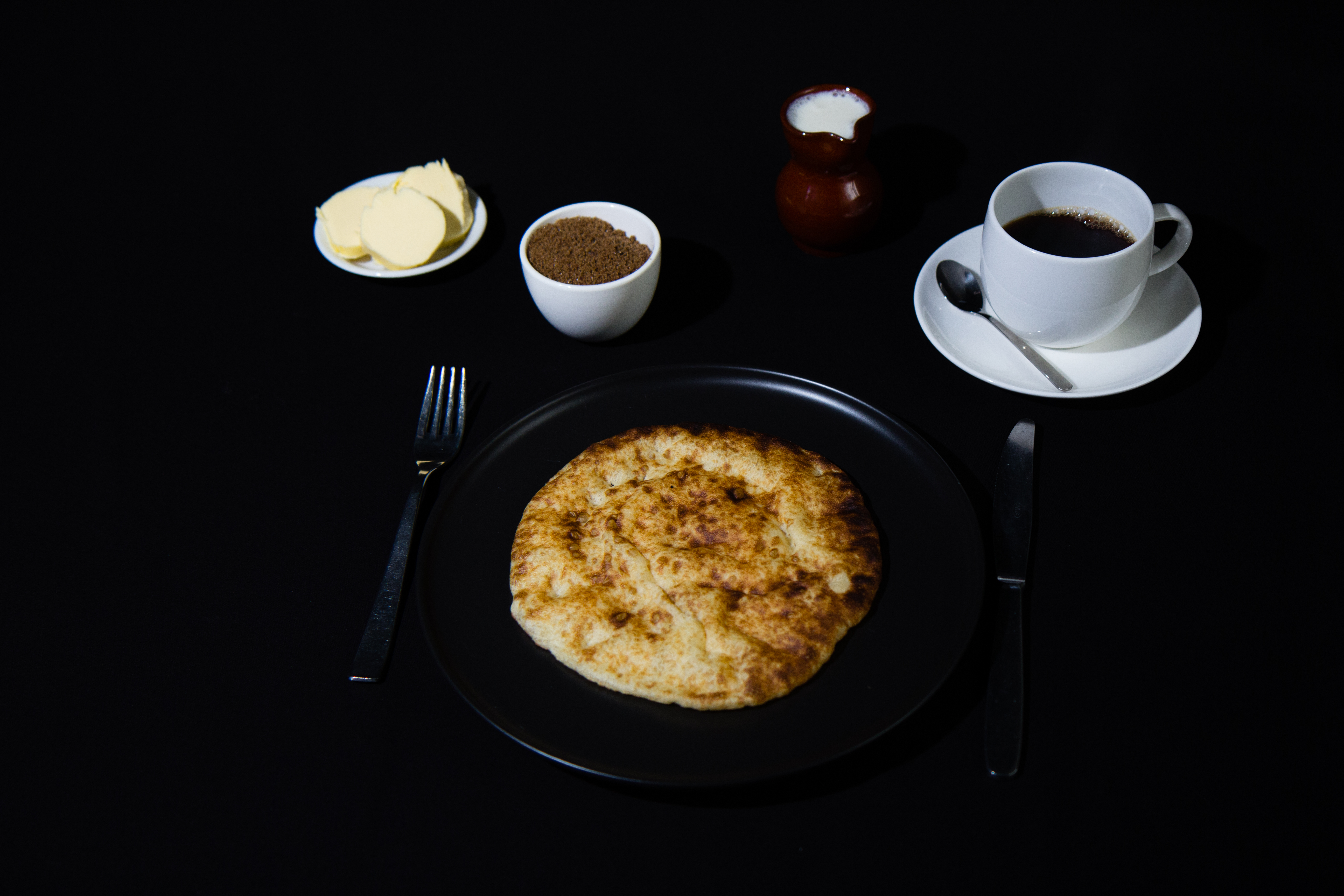
Traditioneel: geuteling met hoeveboter en cassonade